# Fabio Mazzucco
Fabio Mazzucco (Este, 14 aprile 1999) è un ciclista su strada italiano che corre per il team MG.K Vis Colors for Peace VPM. Ha vinto una tappa al Giro d'Italia Under-23 2019 ed è professionista dal 2020.

## Carriera
Nato nel 1999 a Este, in provincia di Padova, tra gli Juniores gareggia per la Borgo Molino Rinascita di Ormelle; al secondo anno nella categoria, nel 2017, vince quattro corse, tra cui il Gran Premio dell'Arno a Carnago, e viene convocato in Nazionale sia per gli Europei di Herning sia per i Mondiali di Bergen, in entrambi i casi per la gara in linea di categoria, piazzandosi rispettivamente 82º e 15º.
Nel 2018 passa alla Trevigiani, squadra Continental, mentre nel 2019 corre con la Sangemini-Trevigiani, conquistando una tappa al Giro d'Italia Under-23 e il Gran Premio Sportivi di Poggiana, e piazzandosi quinto al tricolore in linea Under-23 a Corsanico.
A 21 anni, nel 2020, passa al professionismo con il ProTeam emiliano Bardiani-CSF-Faizanè; in una stagione caratterizzata dalla ricalendarizzazione delle corse per la Pandemia di COVID-19, tra agosto e ottobre partecipa alla Milano-Sanremo, alla Tirreno-Adriatico e al Giro d'Italia (più giovane partecipante al via della 103ª Corsa Rosa), portando a termine tutte e tre le corse. Nel 2021 prende parte perlopiù a gare dei calendari ProSeries ed Europe Tour, rappresentando inoltre la Nazionale Under-23 in gare di Coppa delle Nazioni.

## Palmarès
- 2016 (Juniores)[1]

Memorial A. Zambon
- 2017 (Juniores)[2]

4ª tappa Giro del Friuli Venezia Giulia Juniores (Gemona > Azzano Decimo)
Gran Premio dell'Arno
Giro delle Prese
Gran Premio Medri Casalinghi
- 2019 (Sangemini, due vittorie)[3]

3ª tappa Giro d'Italia Under-23 (Sesto Fiorentino > Gaiole in Chianti)
Gran Premio Sportivi di Poggiana

## Piazzamenti

### Grandi Giri
- Giro d'Italia

2020: 129º

### Classiche monumento
- Milano-Sanremo

2020: 145º

### Competizioni mondiali
- Campionati del mondo

Bergen 2017 - In linea Junior: 15º

### Competizioni europee
- Campionati europei

Herning 2017 - In linea Junior: 82º